# Israel Meir Freimann
Israel Meir Freimann (ur. 27 września 1830 w Krakowie, zm. 21 sierpnia 1884 w Ostrowie Wielkopolskim) – doktor, filozof i orientalista pochodzenia żydowskiego. Rektor Seminarium Rabinicznego we Wrocławiu. 

## Życiorys
Ojciec historyka, profesora Arona Freimanna.
Pierwsze nauki pobierał od ojca. W latach 1843–1850 uczył się w szkołach talmudycznych na Węgrzech. Od 1850 mieszkał w Lipsku, od 1851 we Wrocławiu, gdzie ukończył gimnazjum i zdał maturę. W latach 1856–1860 studiował filozofię i języki orientalne na Uniwersytecie Wrocławskim. Na uniwersytecie w Jenie uzyskał w 1860 tytuł doktora filozofii (rozprawa Die Ophiten - O czcicielach węży, dyplom doktora wręczał mu osobiście rabin Wrocławia Gedalja Tiktin). W latach 1860–1871 był rabinem w Wieleniu i rabinem w Ostrowie Wielkopolskim od 1871 (wybrany jednogłośnie) do śmierci w 1884. W 1874 pierwszy w historii ostrowskiego Królewskiego Gimnazjum nauczyciel wyznania mojżeszowego. Pracował także w miejscowej Wyższej Szkole Żeńskiej. Rektor Seminarium Rabinicznego we Wrocławiu. 
Prowadził badania dotyczące historii oraz kultury Żydów i innych ludów Bliskiego Wschodu. Opublikował m.in. dzieło Ve - hizhir (hebr. I ostrzegł), poświęcone literaturze midraszowej (I tom Lipsk 1873, II tom Warszawa 1880). 
Pochowany w Ostrowie, w 1900 uhonorowany został w mieście ulicą swojego imienia.